# Mandrač u Hvaru
Mandrač je luka u gradiću Hvaru, zaštićeno kulturno dobro.

## Opis dobra
Ograđeni dio luke između Arsenala i Fabrike, sagrađen u 15. stoljeću. Današnji izgled s gugliama na uglovima je iz 18. stoljeća. Na istočnom potezu Mandrača podignuta je ploča koja komemorira njegovo uređenje krajem 18. stoljeća.

## Zaštita
Pod oznakom Z-5167 zavedena je kao nepokretno kulturno dobro - kulturno-povijesna cjelina, pravna statusa zaštićena kulturnog dobra, klasificirano kao "prometne i pomorske građevine".